# Chhutmalpur
Chhutmalpur (hindi: छुटमळपुर) – miasto w północnych Indiach w stanie Uttar Pradesh, na Nizinie Hindustańskiej.
Populacja miasta w 2001 roku wynosiła 10 300 mieszkańców.